# Distretto di La Matanza
Il distretto di La Matanza è un distretto del Perù, facente parte della provincia di Morropón, nella regione di Piura.